# Citronverbena
Citronverbena (Aloysia citrodora) (også kaldet: Citronaloysia eller Citron-Aloysia) er en lille løvfældende busk i jernurtfamilien (Verbenaceae) med grene, der ikke altid forvedder helt. Den er oprindeligt hjemmehørende i Sydamerika, men blev bragt til Europa af spaniere og portugisere i det 17. århundrede og kultiveret for sin olie.

## Beskrivelse
Bladene er modsatstillede og næsten uden stilk. De er lancetformede med langt tilløbende spids og hel eller svagt takket rand. Oversiden er græsgrøn, mens undersiden er smule lysere.
Blomstringen sker i august-september, hvor man kan finde de endestillede klaser selv under danske forhold. De enkelte blomster er 4-tallige og let uregelmæssige med hvide eller meget lyst violette kronblade. Frugterne ses ikke i Danmark, men de er spaltefrugter, der deles i to, nødagtige kerner.
Rodnettet er groft og ret højtliggende.
Højde x bredde og årlig tilvækst: 3,00 x 2,50 m (50 x 40 cm/år) – i Danmark dog oftest væsentligt mindre. Disse mål kan fx anvendes, når arten udplantes.

## Voksested
Arten er udbredt fra det sydøstlige Brasilien over Paraguay og Bolivia til Chile og Argentina. Overalt foretrækker den solåbne eller kun let skyggede voksesteder med en frugtbar og veldrænet jord, der er vedvarende fugtig i sommerperioden.

## Indholdsstoffer
De urteagtige dele af planten indeholder æteriske olier, der giver dem en fin citronagtig duft. Hos denne plante er duften betydeligt mere fremtrædende, end den er hos andre planter, der også har citronduft. Olierne (ca. 1 % af tørstoffet) er sammensat af Aldehydcitral, Neral og Geranial iblandet monoterpener og varianter af disse (Limonen, Carvon, Dipenten, Linalool Nerol og Geraniol).

## Anvendelser
Citronverbena har mange anvendelser, og altså ikke bare som staffage i duftbuketter eller som pryd- og duftplante i haverne, hvor sommerfugle og humlebier opsøger plantens læbeblomster.
Selv om de friske blade godt kan koges som spinat, bruges bladene dog mere ofte som kryddertilskud i søde eller friske salater. Mest bruges dog friske eller tørrede blade til en aromatisk te.

### Madretter
Lækkermunde og gourmeter bruger med forkærlighed citronverbena i køkkenet. Man bruger bladene i salater og ved tilberedning af retter med svinekød og svampe, men også til krydring af søde retter som frugtsalat, budding og is. Desuden kan man blande de fintsnittede blade i glasuren på citronkager.

### Drikkevarer
Citronverbena bruges ofte, når man laver drikkevarer. Det er fortrinsvis de friske blade, der bliver brugt, men selv de tørrede blade kan bruges, for citronduften holder sig længe i tørret tilstand.
Hvis man lægger friskplukkede blade af citronverbena en halv time i varmt vand, får man en behageligt forfriskende urtete. I Frankrig er den meget brugt som en forfriskende og beroligende aftente, kendt under det franske navn på jernurt, „Verveine“. Det samme navn bruges også i Svejts.
I Peru bruges duft fra citronverbena (lokalt kendt under navnet „Cedrón“). Når der tales om jernurtte, menes der som regel en te af citronverbena. Lægejernurt (Verbena officinalis) smager nemlig bittert.
I Frankrig laver man også en likør med udtræk af citronverbena.

### Kosmetik
Citronverbena bruges i badevand med en forfriskende virkning, men også til parfumering af håndsæbe.

### Husholdning
Citronverbena i småposer eller i bundter giver en frisk duft i huset eller i klædeskabet.

### Naturmedicin
Da citronverbena giver appetit og fremmer fordøjelsen, hjælper den ved mavebesvær eller forstoppelse. Desuden virker den let beroligende ved nervøsitet og søvnbesvær. Desuden hjælper den under forkølelser.

## Note
1. ↑  Margaret Joan Roberts (2000). Margaret Roberts' A–Z Herbs: Identifying Herbs, How to Grow Herbs, the Uses of Herbs. Struik. s. 51. ISBN 978-1-86872-499-4.
2. ↑  Ken Fern: Plants for a Future, 2000, ISBN 978-1856230117

 Der er for få eller ingen kildehenvisninger i denne artikel, hvilket er et problem. Du kan hjælpe ved at angive troværdige kilder til de påstande, som fremføres i artiklen.